# Waku-Kungo
Waku Kungo (fins 1975 Santa Comba) és la capital del municipi de Cela, a la província de Kwanza-Sud. Té una població de 30.000 habitants. És servida per l'aeroport de Waku Kungo.

## Història
El 6 d'agost de 1975, la guerra civil entre UNITA, FNLA i MPLA va obligar els residents locals a abandonar llurs cases causant un col·lapse total de la infraestructura que va durar més de 30 anys, mentre la guerra freda va persistir. La majoria dels residents de Waku Kungo van ser rescatats per aire per la Creu Roja Internacional i traslladats a Portugal. El 1994 hi fou bombardejada una escola provocant la mort de 89 nens.